# Primal Rock Rebellion
Primal Rock Rebellion est un groupe de heavy metal britannique originaire de Londres, en Angleterre. Le groupe est composé du guitariste Adrian Smith du groupe de heavy metal Iron Maiden ainsi que de Mikee Goodman, qui est l'ancien chanteur du groupe de metal progressif SikTh.

## Biographie
Le groupe est formé à la fin de 2010 par le guitariste Adrian Smith du groupe de heavy metal Iron Maiden en tant que projet parallèle,. Il est accompagné de Mikee Goodman, l'ancien chanteur du groupe de metal progressif SikTh. Avec Simon Hanhart, le groupe se charge également de la production de ses pièces. Les musiciens invités Dan Foord comme batteur et percussionniste, Abi Fry à l'alto ainsi que Tarin Kerry au chant participent sur le premier album du groupe.
Le premier album du groupe, intitulé Awoken Broken, est publié le 27 février 2012. Il comprend la chanson, I See Lights qui précède la sortie de l'album publiée en téléchargement libre sur le site web du groupe le 2 janvier. Le 26 janvier 2012, le clip de la chanson No Place Like Home est publié sur le site web du groupe annonçant la sortie du premier single de l'album.

## Style musical
Le groupe représente une interprétation sonore plutôt moderne et progressive du heavy metal en créant souvent une atmosphère sombre soutenue par des chants supplémentaires, l'utilisation d'instruments classiques ou des effets sonores. Le chant est très émotionnel et souvent même hystérique variant largement entre des passages plus mélodiques, des cris hauts et chants gutturaux plutôt bas allant vers le hardcore ou le nu metal. Le son des guitares est plutôt lourd et varie entre des passages lents étant aussi dominés par les guitares basses qui s'approchant du doom metal et des moments plus rapides allant plutôt vers une interprétation contemporaine du thrash metal. Les solos de guitare sont par contre clairement influencés par le heavy metal traditionnel. Les sujets lyriques traités sont souvent d'ordre personnel et émotionnel.

## Discographie
- 2012 : No Place Like Home (single)
- 2012 : Awoken Broken

## Clips
- No Friendly Neighbour (25 mai 2012)
- Tortured Tone (11 octobre 2012)